# Club Social Independiente
Club Social Independiente, conocido como Independiente es un club de fútbol profesional salvadoreño con sede en San Vicente, El Salvador, actualmente en Tercera División de El Salvador

## Historia

### Inicios
El equipo fue fundado en el año 1946 con la unión de los cuatro equipos más representativos de San Vicente llamándose en sus inicios C.D. UDAL, un año más tarde cambiaría a Independiente F.C. y desde entonces se convirtió en el referente de la ciudad y posteriormente de todo el departamento, a pesar de no tener mayor protagonismo en sus primeros años.

### Primer estancia en Liga Mayor
En 1947, la Federación Salvadoreña de Fútbol intentó organizar un campeonato nacional en formato de liga, pero el torneo fue suspendido después de un par de rondas. No fue hasta 1948 que inicia la Liga Profesional en el país, en esta hay datos de la participación del Independiente FC como uno de los equipos iniciantes, mismo que se mantuvo en primera desde 1948 hasta 1959 que descendió.
Desde la década de los 70 se volvió un importante amenizador frente a sus rivales, tanto en la segunda división, como en la primera categoría, en la cual los "fantasmas" tuvieron sus temporadas más exitosas en las campaña de 1980 y 1982, donde alcanzó la instancia final en ambos torneos, mismas en donde cayeron frente al Club Deportivo Atlético Marte, en dicha época el cuadro se conformaba con jugadores de renombre tales como Oscar "Lotario" Guerrero, José María Rivas, Ramón Maradiaga, Mágico González y varios otros jugadores.

### Segunda etapa en Primera
Aparece nuevamente en la temporada 1977-78 después de un acuerdo con el ANTEL FC, se mantuvo en primera desde 1977-78 hasta 1984, fue ahí donde fue su mejor paso por primera, llegando a disputar dos finales en 1981 perdiéndola contra CD FAS y en 1982 contra el Club Deportivo Atlético Marte. Descendió nuevamente en 1984.

### Independiente Nacional 1906 y ascenso en torneos cortos
En el año 2006, los propietarios del equipo denominado en es momento Coca Cola decidieron cambiar su nombre por Nacional 1906 porque así lo pidió la empresa que lo patrocinaría (esto principalmente por la celebración de 100 años del ingreso de la bebida en el mercado salvadoreño, cuyo nombre bautizaba en ese momento al equipo mencionado): y a través de una asociación con el C.D. Independiente de San Vicente fueron reformados para ser nombrados como Independiente Nacional 1906, durante varias temporadas, con quienes posteriormente ya no seguirían manteniéndose como patrocinador y volvería a su nombre original, con dicha mención el equipo logró el ascenso en 2006 a la Primera División de Fútbol, para la temporada 2006/2007, sin embargo los malos resultados llevaron al equipo al descenso en el Clausura 2007, acabando con la fusión acordada, y aunada una muy mala decisión administración posterior, perdiendo hasta la categoría de Liga de Plata. 

### Refundación
Posterior al descenso a Liga de Ascenso no pudieron inscribirse en la nueva temporada en el Apertura 2007 por no cumplir con sus obligaciones financieras y el cuadro paso en inactividad durante varias temporadas, al punto de considerarse que el equipo había dejado de existir profesionalmente, fue hasta el año 2015 cuando retoman actividad al inscribirse para disputar el Torneo Apertura de ese año mediante la compra de franquicia en la Tercera División de Fútbol, esto debido a que perdieron el derecho de estar en la Segunda División tras el largo tiempo transcurrido posterior a su descenso de la Primera División de Fútbol y su vuelta a la actividad deportiva.

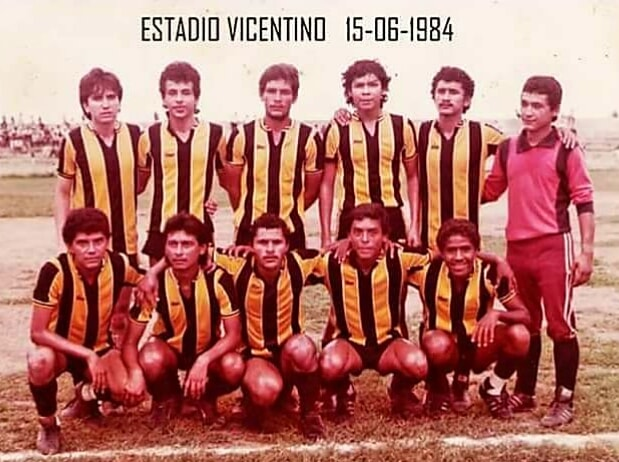
Reserva de Independiente FC SV 1984

Tras un año en la Tercera división, en enero de 2016 deciden comprar una categoría de invitación y regresa a Segunda División de Fútbol, donde alcanzarían el campeonato del Torneo Apertura de ese año al vencer a Turín F.C. obteniendo medio boleto a la Liga Mayor, volvería a llegar a instancias finales en el Clausura 2016, pero caería con Club Deportivo Audaz tanto en la serie final del torneo, como en el partido definitorio a Primera.
En 2019, para el inicio del Torneo Torneo Clausura se anuncia que la dirigencia de club adquiere la franquicia del equipo C.D. Audaz, el cual debido a problemas económicos y deudas no puede seguir sosteniéndose en primera división, aunque por razones de logística manejándose en el torneo con el nombre y distintivos propios del club apastepecano. denominándose cómo C.S Independiente a primera división desde 1984 luego de la cesión por parte de CD Audaz de Apastepeque, esto provocó reacciones diversas en la hinchada local, sobre si la identidad del club se vería rezagada, viéndose afectado esto en el apoyo recibido durante su primera temporada. Cabe destacar que Independiente FC nunca ha ascendido por la vía deportiva.

### Cesión de categoría y desaparición
Ya iniciado el Torneo Clausura 2020 en abril, surgieron rumores de una supuesta cesión de la categoría adquirida de CD Audaz a otro equipo interesado cuyo propietario de derechos Juan Pablo Herrera no desmintió, generándose críticas desde la interna del equipo con otros dirigentes, los mismos se concretaron en 26 de mayo donde se anuncia que la categoría será traspasada al  C.D. Luis Ángel Firpo y oficializado en agosto del mismo año. Con ello el club desaparecía del redondo futbolístico nacional en el país centroamericano.

### 2024
Sin embargo, gracias al esfuerzo de sus antiguos jugadores, la comunidad y algunos entusiastas del fútbol local, San Vicente decidió volver a las canchas, reaparece en Tercera División de Fútbol, su regreso fue anunciado con entusiasmo, destacando el compromiso de mantener viva la tradición del fútbol en el barrio. El equipo se reorganizó, se buscó financiación a través de eventos y la colaboración de la comunidad, y finalmente lograron inscribirse en torneos regionales, comenzando desde las divisiones más bajas. Este regreso también fue un impulso para la comunidad local, que encontró en el equipo un símbolo de identidad y orgullo. Con su retorno, Independiente de San Vicente no solo revitalizó su historia deportiva, sino que también fortaleció los lazos sociales en su entorno, demostrando que el espíritu deportivo y la pasión por el fútbol pueden superar cualquier adversidad.

## Uniforme 2024
| Período | Proveedor    |
| ------- | ------------ |
| 2024    | Pancho`Sport |

- Uniforme titular: Camiseta con franjas amarillas y negras, pantalón y medias rojas
- Uniforme de visitante: Camiseta roja con franjas negras, pantalón y medias rojas con detalles negros

## Estadio

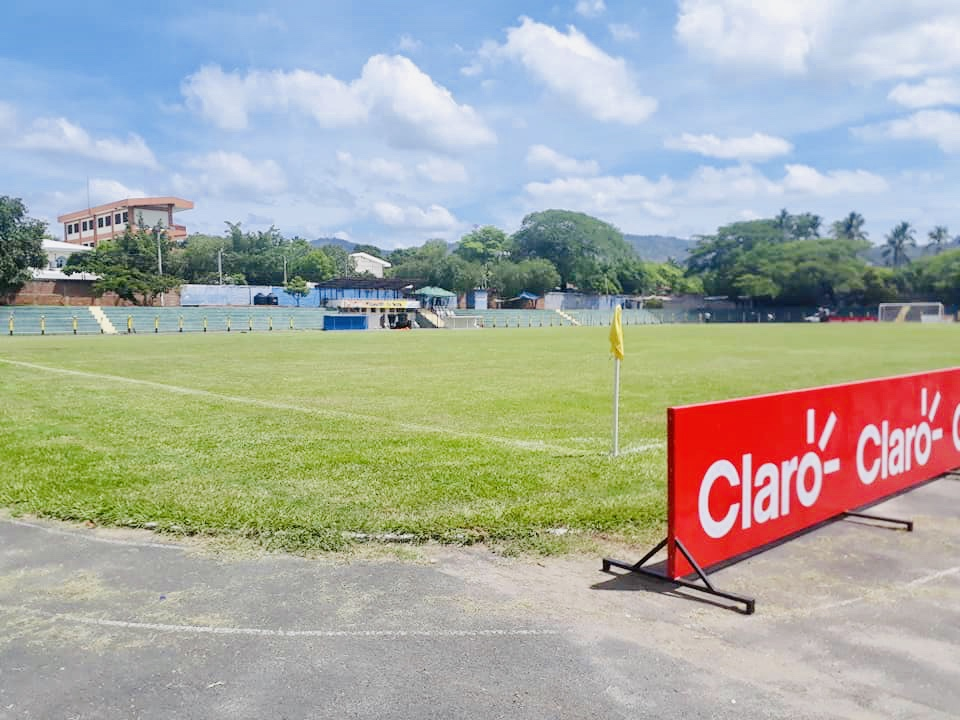

Ubicado en el centro de la ciudad de San Vicente, es el estadio más grande del departamento, Es sede del equipo Independiente Fútbol Club.

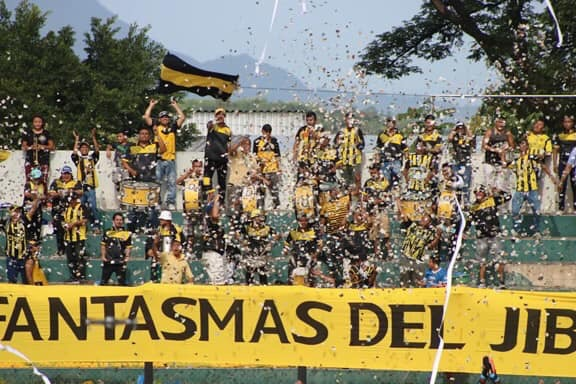

Anteriormente conocida como "Estadio Vicentino", dicha sede era considerada difícil de solventar para los equipos visitantes en campeonatos tanto de Segunda como de Primera División del país centroamericano, siendo ocupado el mismo hasta el año 2007 al descender el club Independiente Nacional 1906 de la Liga Mayor desapareciendo posteriormente, siendo este nuevamente retomado por el redundado equipo  Independiente F.C. (San Vicente) el cual lo había tomado como sede en algunos partidos en Tercera División ya que mantenía su sede como local en la cancha del Ingenio Azucarero Jiboa.

### Remodelación
El recinto ha tenido una serie de remodelaciones a lo largo de su historia, siendo las más recientes las efectuadas en el año 2011 a través del  INDES, misma en que se pavimentó la pista de atletismo, colocó pintura en graderíos y se mejoró el engramillado del terreno de juego, además se levantó un tapial perimetral prefabricado, para brindarle mayor seguridad a los usuarios y aficionados que lleguen al estadio, el cual tiene una capacidad para 8 mil personas,
Nuevamente para finales de 2020 e inicios del  2021 a través del Instituto Nacional de los Deportes de El Salvador, se inician nuevas reparaciones que se realizaron en el escenario deportivo donde se pueden mencionar: remodelación de los camerinos, reparación de los graderíos, construcción pista de atletismo asfaltada de seis carriles, construcción de servicios sanitarios (hombres y mujeres), mejoramiento del sistema hidráulico de aguas lluvias, y pintura general. Asimismo, se instalaron torres con paneles de luminarias, lo que permitirá que a partir de ahora se puedan desarrollar encuentros de primera, segunda y tercera división; así como de equipos aficionados; y la población vicentina pueda practicar sus actividades físicas en horario nocturno.

## Afición

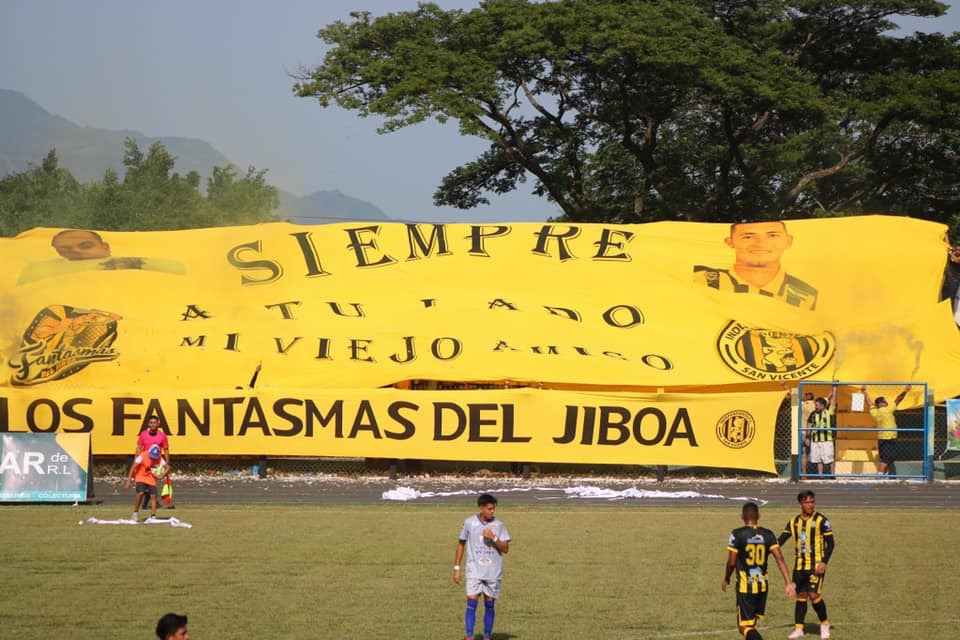

Independiente FC tiene dos núcleos de barras la Fiel Amarilla y La Barra de los Fantasmas del Jiboa, anteriormente LBDS, estas son las que animan al equipo de principio a fin, la Fiel Amarilla ha perdido un poco de protagonismo en los últimos años, probablemente se hayan fusionado.                                                                                                                                                                                    
Dieron un espectacular homenaje en el minuto 19 a Erasmo Henríquez, jugador que falleciera un año antes por una enfermedad, cuyo legado se brindó al retirar el número utilizado de alineaciones futuras.

### Máximos rivales o clásicos
- Platense Municipal Zacatecoluca
- Club Deportivo Audaz
- Club Deportivo Derby, San Vicente

## Palmarés
- Campeón Torneo Apertura 2016 Liga de Ascenso de El Salvador
- Subcampeón 1981 Primera División de Fútbol
- Subcampeón 1982 Primera División de Fútbol
- Subcampeón Copa Presidente 2005

## Jugadores destacados
- Ramón Maradiaga
- Mágico González
- Ramón Fagoaga
- Víctor Valencia
- Selvin Pennant
- Rubén Paredes
- Oscar "Lotario" Guerrero
- Carlos Rivera
- Dagoberto López
- José María Rivas

## Entrenadores destacados
| - Mauricio Alfaro (2005) - Juan Quarterone (2007) - Rubén Alonso (2007) - Carlos Antonio Meléndez (2002–2006) - Raúl Miralles (1978) | - Julio Escobar (-1982) - Luis Alonso Santana (1983) - Guillermo Castro (1978–1980) - Iván Antonio Ruiz Zúñiga (2003–2005) - Juan Ramón Paredes (2005–2006) - Ricardo "Culebra" García (2014–2015) |

## Números retirados
- 19 -  Erasmo Henríquez[7]